# Таб-Тус
Таб-Тус (перс. تب طوس) — село в Ірані, у дегестані Рахімабад, у бахші Рахімабад, шагрестані Рудсар остану Ґілян. За даними перепису 2006 року, його населення становило 39 осіб, що проживали у складі 11 сімей.

## Клімат
Середня річна температура становить 12,48°C, середня максимальна – 26,44°C, а середня мінімальна – -2,33°C. Середня річна кількість опадів – 697 мм.
| Клімат поселення                              | Клімат поселення | Клімат поселення | Клімат поселення | Клімат поселення | Клімат поселення | Клімат поселення | Клімат поселення | Клімат поселення | Клімат поселення | Клімат поселення | Клімат поселення | Клімат поселення | Клімат поселення |
| Показник                                      | Січ.             | Лют.             | Бер.             | Квіт.            | Трав.            | Черв.            | Лип.             | Серп.            | Вер.             | Жовт.            | Лист.            | Груд.            |                  |
| Середній максимум, °C                         | 8,64             | 8,19             | 9,68             | 15,40            | 20,60            | 25,01            | 26,44            | 26,27            | 22,43            | 19,13            | 13,56            | 9,26             |                  |
| Середня температура, °C                       | 3,37             | 2,92             | 4,41             | 10,14            | 15,35            | 19,78            | 22,58            | 22,39            | 18,54            | 15,24            | 9,69             | 5,40             |                  |
| Середній мінімум, °C                          | −1,88            | −2,33            | −0,84            | 4,89             | 10,08            | 14,51            | 18,70            | 18,51            | 14,67            | 11,37            | 5,82             | 1,51             |                  |
| Норма опадів, мм                              | 59               | 56               | 72               | 51               | 45               | 26               | 22               | 29               | 61               | 109              | 89               | 78               |                  |
| Середньомісячна швидкість вітру, м/с          | 2.17             | 2.50             | 2.60             | 2.59             | 2.28             | 2.02             | 2.18             | 2.10             | 1.84             | 2.08             | 2.16             | 2.18             |                  |
| Середньомісячна сонячна радіація, кДж/м²·день | 7601             | 9753             | 11931            | 15838            | 19539            | 21136            | 21800            | 18716            | 15562            | 11407            | 9102             | 7208             |                  |
| --------------------------------------------- | ---------------- | ---------------- | ---------------- | ---------------- | ---------------- | ---------------- | ---------------- | ---------------- | ---------------- | ---------------- | ---------------- | ---------------- | ---------------- |
| Джерело:                                      |                  |                  |                  |                  |                  |                  |                  |                  |                  |                  |                  |                  |                  |